# Vildfåglar
Vildfåglar är en svensk dramafilm från 1955 i regi av Alf Sjöberg.

## Handling
En tragisk kärlekshistoria med Nisse och Lena som huvudpersoner. De träffas när Lena söker upp sin försvunne musiklärare, som i själva verket har tagit livet av sig. I hans påvra vindskupa har nu den ilandgångne sjömannen Nisse fått tillfällig husly. Ljuv musik uppstår i deras hjärtan. Lena är i sin tur dotter till en sjökapten och olyckligt förlovad med en trist och genomborgerlig styrman - det är upplagt för klasskonflikter. Till råga på allt dras Nisse in i diverse skumraskaffärer och hans situation blir alltmer ohållbar. Efter diverse förvecklingar skvallrar Lenas syster - som själv är betuttad i Nisse - på kärleksparet och fadern och fästmannen skyndar till den nedgångna kåken för att slita Lena ur Nisses klor. De möts dock av en igenbommad dörr. I samma ögonblick som de bryter upp den ljuder två skott. Nisse och Lena har skjutit sig.

## Om filmen
Filmen premiärvisades på biograferna Cosmorama och Kaparen i Göteborg 22 oktober 1955. Inspelningen utfördes i Filmstaden Råsunda med exteriörer från Göteborg, Nacka och Ursvik i Sundbyberg av Martin Bodin. Som förlaga har man författaren Bengt Anderbergs roman Nisse Bortom som utgavs 1946. När filmen visades upp för Biografbyrån blev tre sexuellt färgade scener föremål för censursaxen, men SF överklagade beslutet hos Kungl Maj:t. Regeringen beslöt 22 juli 1955 att filmen skulle få visas i obeskuret skick.

## Roller i urval
- Maj-Britt Nilsson - Lena Hern
- Per Oscarsson - Nisse
- Ulf Palme - Harry, gangster och hallick
- Ulla Sjöblom - Ulla, prostituerad
- Gertrud Fridh - Lizzie, prostituerad, medlem i gänget
- Jane Friedmann - Ester, Lenas syster, 16 år
- Eva Stiberg - fru Carlsson
- Kolbjörn Knudsen - sjökapten Hern, Lenas och Esters far
- Helge Hagerman - Åke Carlsson, nattvakt, fru Carlssons man
- Erik Strandmark - handlaren med begagnade möbler
- Allan Edwall - Fiorentino, musiker
- Tommy Nilson - Stickan, medlem i gänget
- Gunnar Collin - Berra, medlem i gänget
- Jan-Olof Strandberg - Moje, medlem i gänget
- Bengt Blomgren - Gunnar, styrman, Lenas fästman
- Norma Sjöholm

## Musik i filmen
- Ein Sommernachtstraum. Hochzeitmarsch (En midsommarnattsdröm. Bröllopsmarsch), kompositör Felix Mendelssohn-Bartholdy, instrumental
- Din vår är min vår - och alla vackra flickors vår, kompositör Georg Enders, sång Maj-Britt Nilsson